# محافظة بوريرام
محافظة بوريرام (بالتايلندية: บุรีรัมย์)‏ و (بالإنجليزية: Buri Ram)‏ هي واحدة من محافظات تايلاند الخمس والسبعين تجاور محافظة سا كايو ومحافظة ناخون راتشاسيما ومحافظة خون كاين ومحافظة ماها ساراخام ومحافظة سورين ومن الجنوب الشرقي تملك المحافظة حدود معا كمبوديا.

## التسمية
تسمية محافظة بوريرام تعني مدينة السعادة

## الجغرافيا
تقع المحافظة في الطرف الجنوبي من هضبة كورات معا عدة براكين هامدة في مختلف أنحاء المقاطعة.

## السكان
يتحدث 27.6% من السكان اللغة الخميرية في الحياة اليومية وهي لغة كمبودية.

## التقسيمات الادارية
تنقسم المحافظة إلى 23 مقاطعة داخلية والتي بدورها تنقسم إلى 189 بلدية و 2212 قرية.
| 1. موانج بوريرام 2. كو موانج 3. كراسانج 4. نانغ رونغ 5. نونغ كي 6. لهن ساي 7. براخون تشاي 8. بان كروات 9. فوتثيسونج 10. لام با ميت 11. ستيك 12. باكام | 1. نافو 2. نونغ هونغ 3. فلابفلا تشاي 4. هواي رات 5. نون سوان 6. تشامني 7. بان ماي تشاييافوت 8. نون دان داينج 9. بان دان 10. كيان دونج 11. تشولوم فرا كيت |

## أعلام
- اديساك كرايسورن
- جاكافان كايبروم
- ليسا